# クレチ天文台

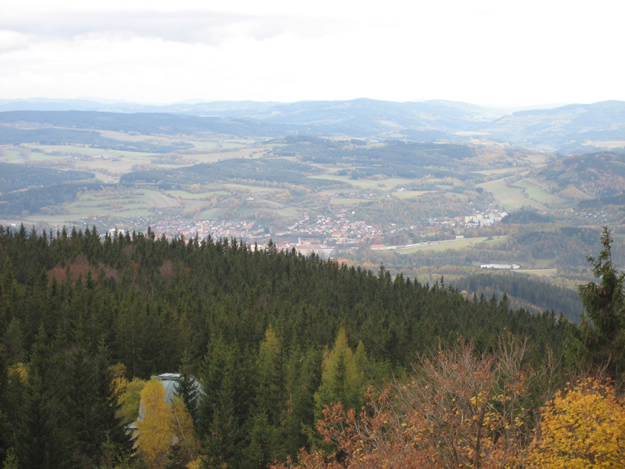
クレチ山の頂上、手前にクレチ天文台が見える

クレチ天文台（クレチてんもんだい、チェコ語: Hvězdárna Kleť、英: Kleť Observatory）は、チェコにある天文台である。ボヘミア地方南部の町チェスケー・ブジェヨヴィツェの南西にあるクレチ山（海抜1,070m）にある。
1957年に設立された。1968年から地球近傍天体の観測を行い、350以上の小惑星がクレチ天文台で発見された。
小惑星(2199) Klet'はクレチ天文台または、天文台のある山の名前に因んで命名された。